# Мартышковцы
Мартышковцы (укр. Мартишківці) — село в Лановецкой городской общине Кременецкого района Тернопольской области Украины.
До 2020 года входило в Лановецкий район.
Код КОАТУУ — 6123884405. Население по переписи 2001 года составляло 88 человек.

## Географическое положение
Село Мартышковцы находится на левом берегу реки Жирак (один из истоков),
выше по течению на расстоянии в 1 км расположено село Вербовец,
ниже по течению на расстоянии в 2,5 км расположено село Бережанка,
на противоположном берегу — село Малая Белка.

## История
- 1474 год — дата основания.